# Орденевиц, Франк
Франк Орденевиц (нем. Frank Ordenewitz; род. 25 марта 1965, Дорфмарк, Нижняя Саксония, ФРГ) — немецкий футболист, играл на позиции форварда.

## Клубная карьера
Свою клубную карьеру Орденевиц начал в «Дорфмарке», местной команде городка, где родился. В 1983 году перешел в «Вердер» Бремен, в котором провел шесть лет (однако чтобы добиться места в первой команде клуба, первые два сезона в «Вердере» Орденевиц играл в любительской лиге). Будучи одним из ключевых игроков основы, Орденевиц забил за бременский клуб 37 голов в 125 матчах. В 1989 году нападающий перешел в «Кельн», в котором провел четыре сезона. Затем немецкий футболист оказался в японском клубе «ДЖЕФ Юнайтед Итихара Тиба», где провел два года. Вернувшись в Германию в 1994 году, Орденевиц стал игроком «Гамбурга», за который отыграл следующие два сезона. Однако время, проведенное в «Гамбурге», сложно было назвать удачным — за два года нападающий забил всего 1 гол за 21 игру. Следующим клубом Орденевица стал «Вегалта Сэндай» из второй Японской лиги. Карьеру футболиста немец закончил в «Остерхольц-Шармбек» из Нижней Саксонии. Всего на счету Орденевица: 68 голов в 272 матчах Бундеслиги.

## Карьера в сборной
Орденевиц дважды был заигран за взрослую сборную Германии — в 1987 году. Он дебютировал за национальную сборную 12 декабря 1987 года в матче против Бразилии (1:1), а затем сыграл в матче против сборной Аргентины (0:1).

## Индивидуальные награды
Во время матча Немецкой лиги против «Кельна» 7 мая 1988 года игрок бременского «Вердера» Орденевиц сообщил арбитру о том, что сыграл рукой в штрафной площади соперника. «Кельн» выиграл матч со счетом 2:0. Орденевиц получил за этот жест приз за честную игру — FIFA Fair Play Award.
В 1994 году Орденевиц был признан лучшим бомбардиром Чемпионата Японии — он забил 30 голов за сезон.

## Статистика
- Бундеслига
125 матчей; 37 голов «Вердер» Бремен
126 матчей; 30 голов ФК «Кельн»
21 матч; 1 гол «Гамбург»

- Кубок Германии
1 матч; нет голов «Вердер» II
19 матчей; 5 голов «Вердер» Бремен
13 матчей; 6 голов ФК «Кельн»
1 матч; нет голов «Ольденбург»

- Еврокубки
16 матчей; 2 гола «Вердер» Бремен
16 матчей; 4 гола ФК «Кельн»

## Достижения
- 1985 Вице-чемпион Чемпионата Германии («Вердер» Бремен)
- 1986 Вице-чемпион Чемпионата Германии («Вердер» Бремен)
- 1988 Чемпион Германии («Вердер» Бремен)
- 1989 Финалист Кубка Германии («Вердер» Бремен)
- 1990 Вице-чемпион Чемпионата Германии («Кельн»)
- 1991 Финалист Кубка Германии («Кельн»)
- 1994 Лучший бомбардир Чемпионата Японии («ДЖЕФ Юнайтед Итихара Тиба»)